# Carlos Di Sarli

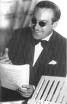
Carlos Di Sarli.

Carlos Di Sarli, egentligen Cayetano Di Sarli Russomano, född 7 januari 1903, död 12 januari 1960, ibland kallad El Señor del Tango, var en argentinsk orkesterledare, pianist och kompositör inom tangon, känd för sina böljande, ofta långsamma men ändå kraftfulla kompositioner. Melodin hos Di Sarli ligger sällan hos bandoneonen, utan oftast i fiolstämman eller i pianots låga register.

## Karriär
Carlos Di Sarli studerade klassiskt piano som barn, men valde vid 13 års ålder till sin fars stora förtret att turnera runt på landsbygden med en grupp som framförde populärmusik och tango. Di Sarli var 15 år då han skrev sin första tango, Meditación (som han aldrig spelade in). År 1919 samlade han sin första orkester, som spelade på en tesalong i Di Sarlis hemstad Bahía Blanca. Fyra år senare anlände han till Buenos Aires tillsammans med sin bror Roque. Det var hård konkurrens bland musikerna och svårt att få jobb. Carlos Di Sarli spelade i olika ensembler, ledda av exempelvis Anselmo Aieta, Juan Pedro Castillo och Alejandro Scarpino. Ett försök att leda en egen sextett på cabarén Chantecler fick avbrytas på grud av gräl med ägaren.
Carlos Di Sarli fick så småningom spela i Osvaldo Fresedos orkester, och dennes musikaliska influenser var tydliga då Di Sarli sedan bildade egen ensemble, en sextett. Snart skulle Di Sarli finna sin egen väg inom tangon, med tolkningar som senare skulle inspirera exempelvis Osváldo Pugliese. År 1927 satte han ihop sin egen riktiga orkester, och året efter skrev han kontrakt med skivbolaget RCA Victor. Di Sarlis första inspelning kom 1929.
Verdemar och Bahía Blanca är ett par av Di Sarlis mest kända kompositioner.

## Diskografi (urval)

### 78rpm
- La Trilla (1942)[1]

### LP
- El Señor del Tango (1959)
- El maestro y so (1959, mit dem Sänger Roberto Rufino)
- Carlos Di Sarli mano a mano con el Dixie (1960, mit der Dutch Swing College Band)
- Nubes de humo (1960)
- Tiempo de Carlos Di Sarli (1964)
- Mañana zarpa un barco (1964)
- Sombras del puerto (1965)
- Noblezza de arrabal (1965)
- Di Sarli para coleccionistas (1965)
- Patotero (1965)
- Carlos Di Sarli - Alberto Podestá (1965, mit dem Sänger Alberto Podestá)
- Carlos Di Sarli y su Orquesta (1965)
- El Señor del Tango - Vol. 2 (1966)
- Porteño y bailarín (1966)
- Carlos Di Sarli - Vol. 1-3 (1966)
- Carlos Di Sarli (con Robero Rufino) (1966, mit dem Sänger Roberto Rufino)
- Carlos Di Sarli (1966)
- Lo mejor de Carlos Di Sarli (1967)
- Carlos Di Sarli - para siempre (1970)
- Las grandes creaciones de Carlos Di Sarli (1975)
- Mañana zarpa un barco (1980)

## Kuriosa
Carlos Di Sarli bar alltid solglasögon, för att dölja spåren av en olycka han råkade ut för som trettonåring. Medan han höll på att putsa en laddad revolver i hans fars vapenhandel så råkade han oavsiktligt avlösa ett skott som träffade honom i ena ögat, vilket renderade ögat blint. 